# كعكة جوز الهند
كعكة جوز الهند (بالإنجليزية: Coconut cake)‏، وهي حلوى شهيرة في المنطقة الجنوبية من الولايات المتحدة. إنها كعكة متجمدة مع تغطية سكر أبيض ومغطاة برقائق جوز الهند.